# Alicesmaragdkolibri
Der Alicesmaragdkolibri (Chlorostilbon alice), auch Alicekolibri oder Grünschwanz-Smaragdkolibri, ist eine Vogelart aus der Familie der Kolibris (Trochilidae). Die Art ist endemisch in Venezuela. Der Bestand wird von der IUCN als nicht gefährdet (Least Concern) eingeschätzt, da er dort als Unterart des Grünschwanz-Smaragdkolibris (Chlorostilbon poortmani alice) geführt wird.

## Merkmale
Der Alicesmaragdkolibri erreicht eine Körperlänge von etwa 7,2 cm, wobei der kurze Schnabel 1,3 cm lang ist. Der Kopf und der Hals des Männchens glitzern goldgrün. Der Rücken schimmert grün mit einer kupferroten Tönung. Die Unterseite ist kupfergrün, der kurze Schwanz olivgrün und leicht gegabelt. Die äußeren drei Steuerfederpaare sind sehr dünn und stachelförmig, die inneren deutlich breiter. Die Oberseite des Weibchens glitzert grün, hat dunklen Backen mit einem kurzen weißen Hinteraugenstrich. Die Unterseite ist hellgrau. Der dunkelgrüne Schwanz ist kurz und hat ein dunkles subterminales Band. Die äußeren zwei Steuerfederpaare sind von großen grauweißen Flecken durchzogen. Der Schwanz ist bei beiden Geschlechtern noch kürzer als beim Grünschwanz-Smaragdkolibri.

## Verhalten
Sie gelten als ausgesprochene Nektardiebe und wildern im Revier anderer Vögel wie z. B. dem der Kupferbürzelamazilie (Amazilia tobaci (Gmelin, JF, 1788)). Als Trapliner fliegen sie regelmäßig in rascher Folge ganz bestimmte verstreute Blüten mit relativ wenig Nektarertrag und meist den unteren Straten an. Diese sind oft am Straßenrand oder an Lichtungen. Meist sind sie allein unterwegs und nur sehr selten sehr stark blühenden Bäumen zu sehen.

## Lautäußerungen
Ihre Laute klingen wie ein dünnes, hohes und weiches Schnattern, welches sie bei der Futtersuche ausstoßen.

## Verbreitung und Lebensraum

Verbreitungsgebiet (grün) des Alicesmaragdkolibris Panychlora micanus

Temporär halten sie sich im gleichen Gebiet auf, wobei sie saisonal auch weiter ziehen. In relativ niederen Höhenlagen bewegen sie sich an trockenen und gemäßigt feuchten Waldrändern, in Gärten sowie Kulturlandschaften mit Bäumen. In den oberen Höhenlagen, in denen sie seltener vorkommen, findet man sie auch an feuchten Waldrändern. So kommen sie in Höhenlagen zwischen 750 und 1800 Metern am Nordende der Anden von Trujillo und Lara, in der Sierra de San Luis in Falcón, in den Bergen von Yaracuy, im Norden der Cordillera von Carabobo, in Aragua, im Distrito Capital, in Miranda östlich bis an den Topo Golfo Triste, in Sucre ohne die Halbinsel Paria und in Monagas bis Caripe vor.

## Etymologie und Forschungsgeschichte

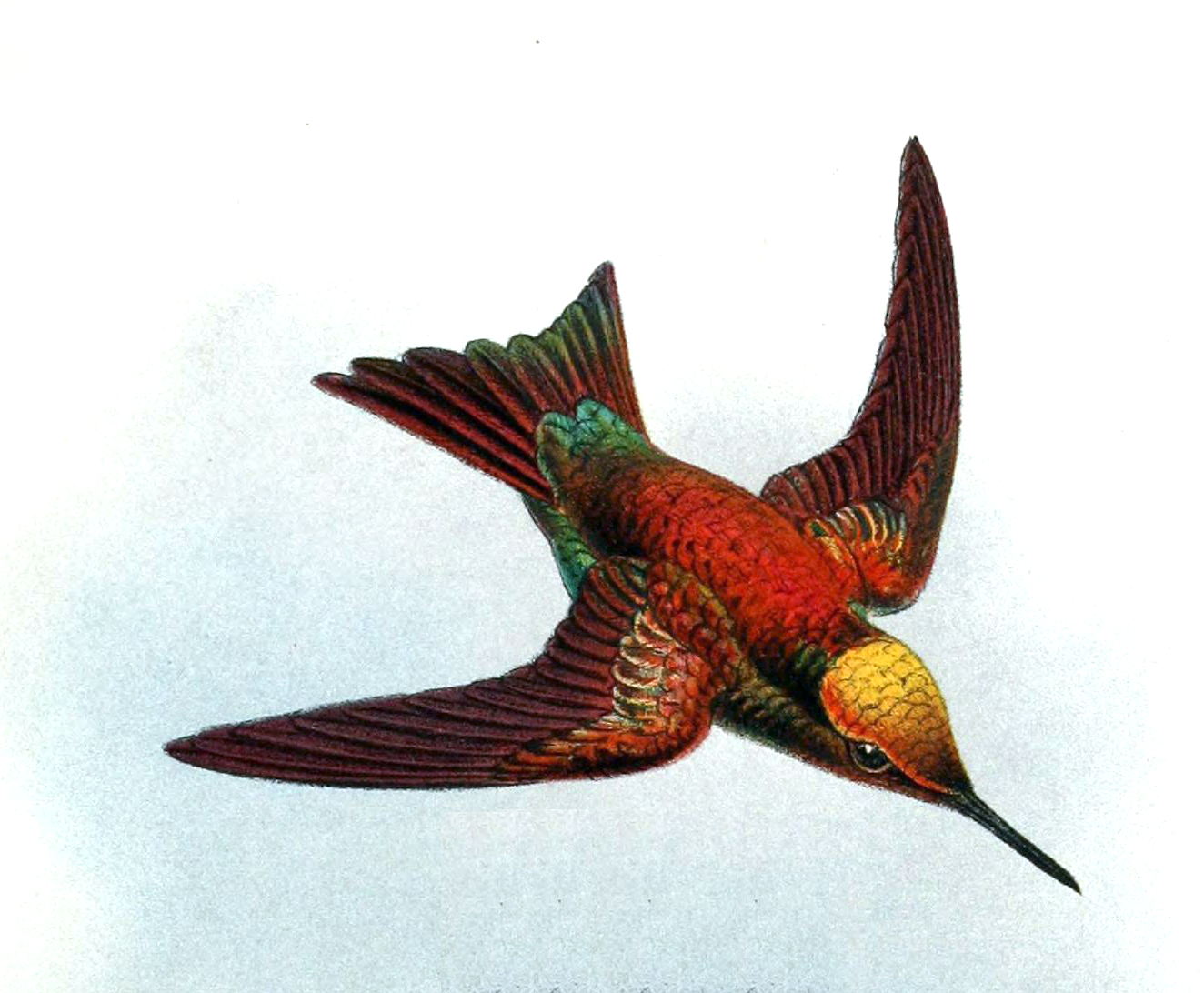
Panychlora micans nach Lithografie von John Gerrard Keulemans

Jules Bourcier und Étienne Mulsant beschrieben den Alicesmaragdkolibri unter dem Namen Trochilus Alice. Als Fundort gaben sie Caracas an. Es war John Gould, der 1853 die neue Gattung Chlorostilbon einführte. Erst später wurde der Alicesmaragdkolibri dieser Gattung zugeordnet. »Chlorostilbon« setzt sich aus den griechischen Worten »khlōros χλωρός« für »grün« und »stilbōn στίλβων« für »scheinend« zusammen. Die Griechen gaben dem Merkur den Beinamen Stilbōn was auf das Verb »stilb« für »blinken« zurückzuführen ist. Wem das Artepitheton »alice« gewidmet ist, ist aus der Erstbeschreibung nicht ersichtlich.
Die von Osbert Salvin 1891 beschriebene Art Panychlora micans hat zwar eine gewisse Ähnlichkeit mit dem Alicesmaragdkolibri, gilt aber heute als Nomen dubium.